# Acrolophia capensis
Acrolophia capensis är en orkidéart som först beskrevs av Peter Jonas Bergius, och fick sitt nu gällande namn av Henry Georges Fourcade. Acrolophia capensis ingår i släktet Acrolophia och familjen orkidéer. Inga underarter finns listade i Catalogue of Life.

## Bildgalleri

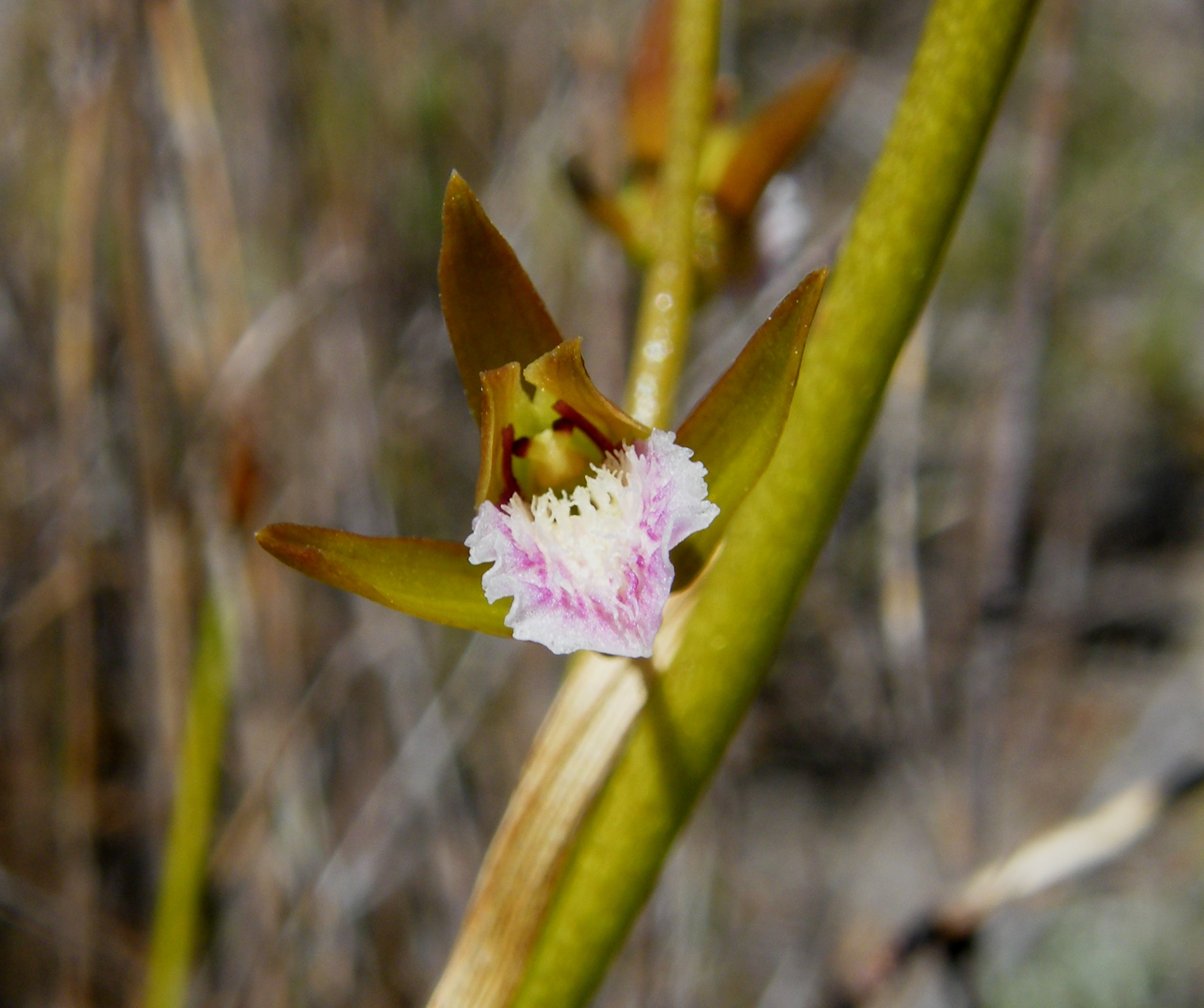
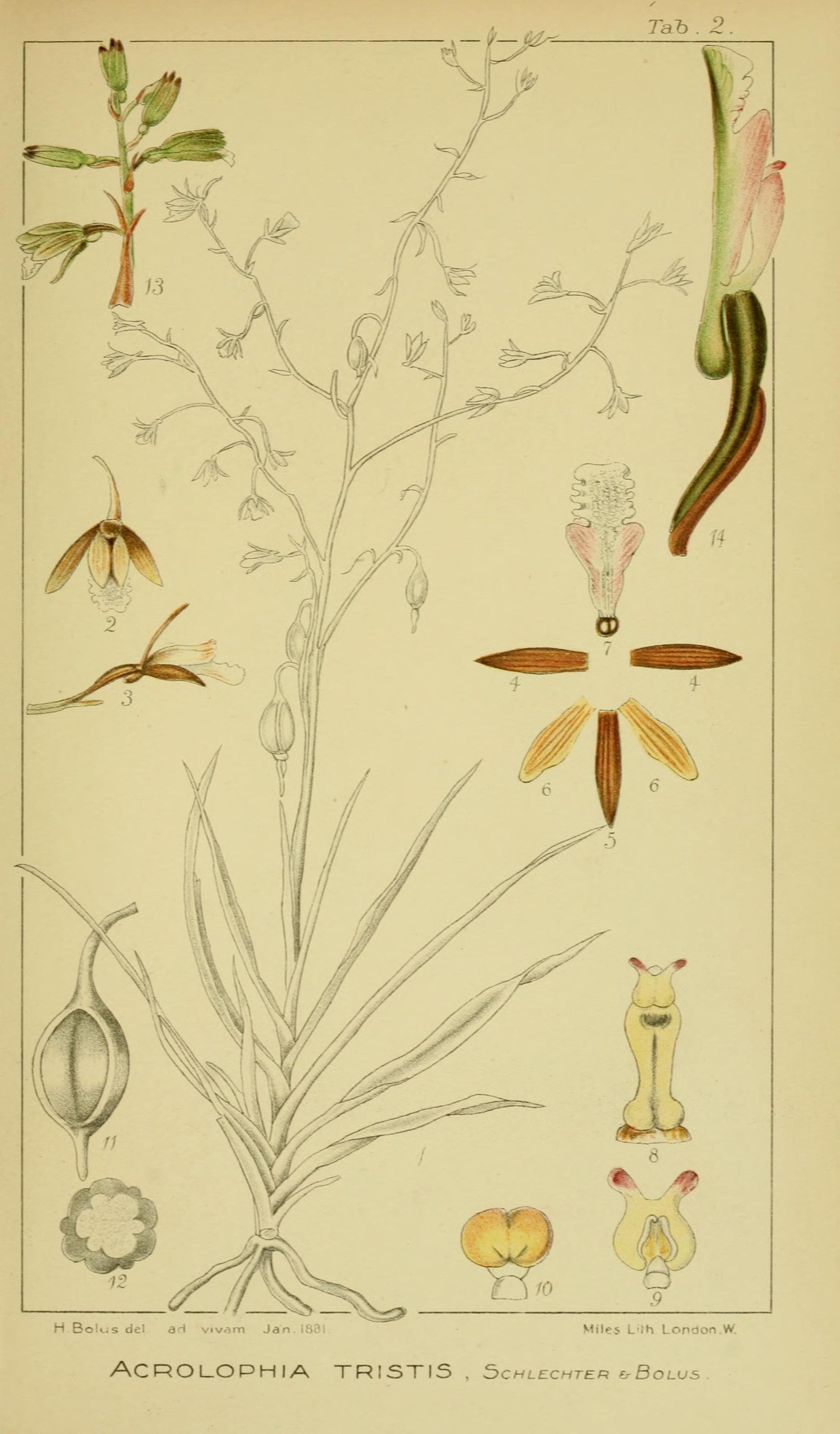
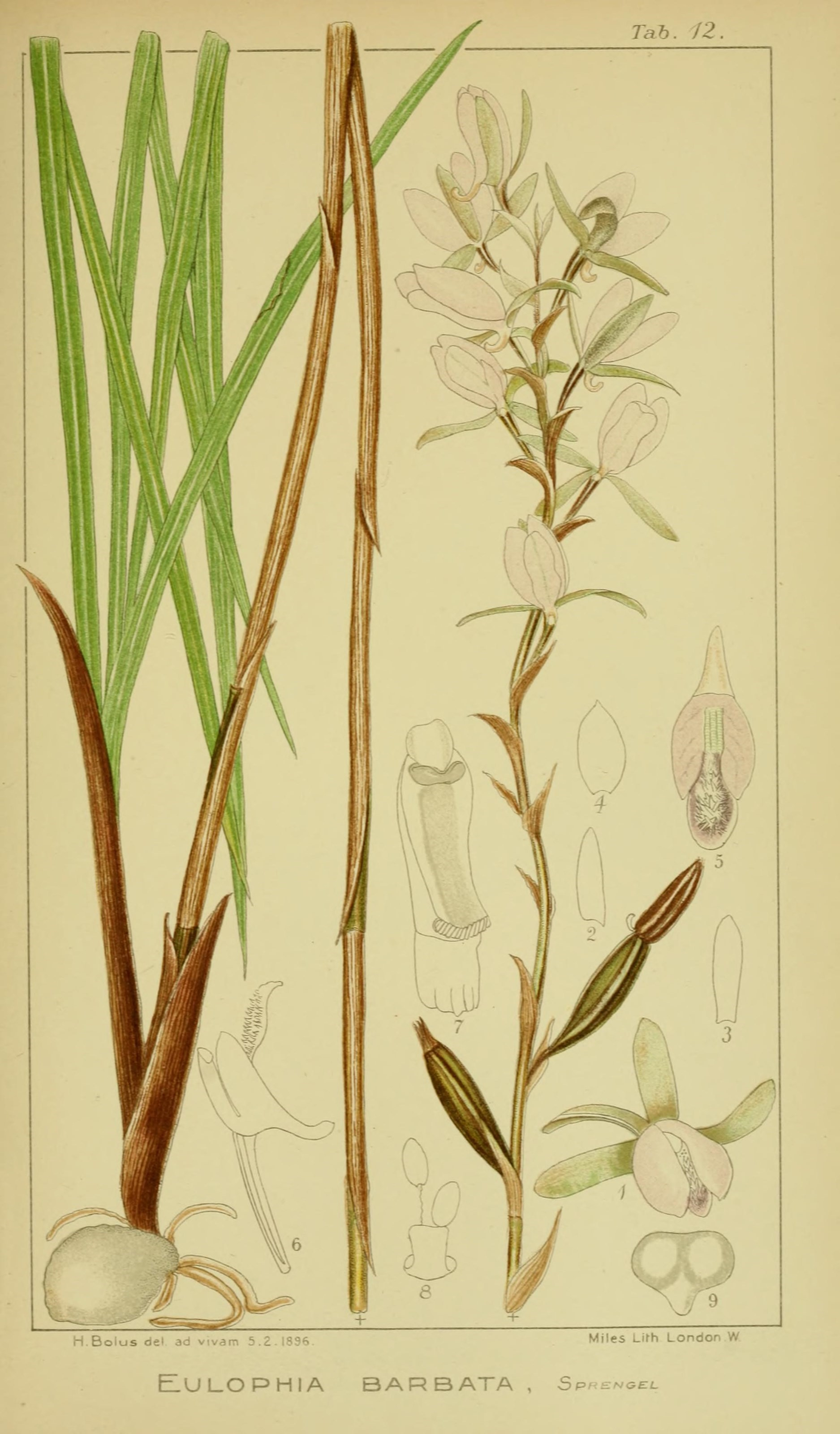